# قشر شنوایی
 کورتکس شنوایی اولیه که بر روی لوب گیجگاهی و در کنار هر یک از نیمکره‌های مغز قرار دارد، در تحلیل کردن پیام‌های شنیداری پیچیده به ویژه در زمان بندی صدا مانند پیشی و پسی در اصوات گفتار انسان نقش دارد. اطلاعات وارد شده به هر دو گوش، در کورتکس‌های شنوایی، روی هر دو هر طرف کورتکس کد گذاری می‌شود. ولیکن رابطهٔ هر کدام از گوش‌ها با طرف دیگر قوی تر است. گوش راست اطلاعات را هم به کورتکس شنوایی اولیهٔ سمت راست و هم به کورتکس شنوایی طرف چپ مغز می‌فرستد، ولی به کورتکس سمت چپ اطلاعات بیشتری فرستاده می‌شود. در بارهٔ کورتکس سمت چپ نیز، برعکس این روی می‌دهد.